# Geschichte der Stadt Bad Salzungen

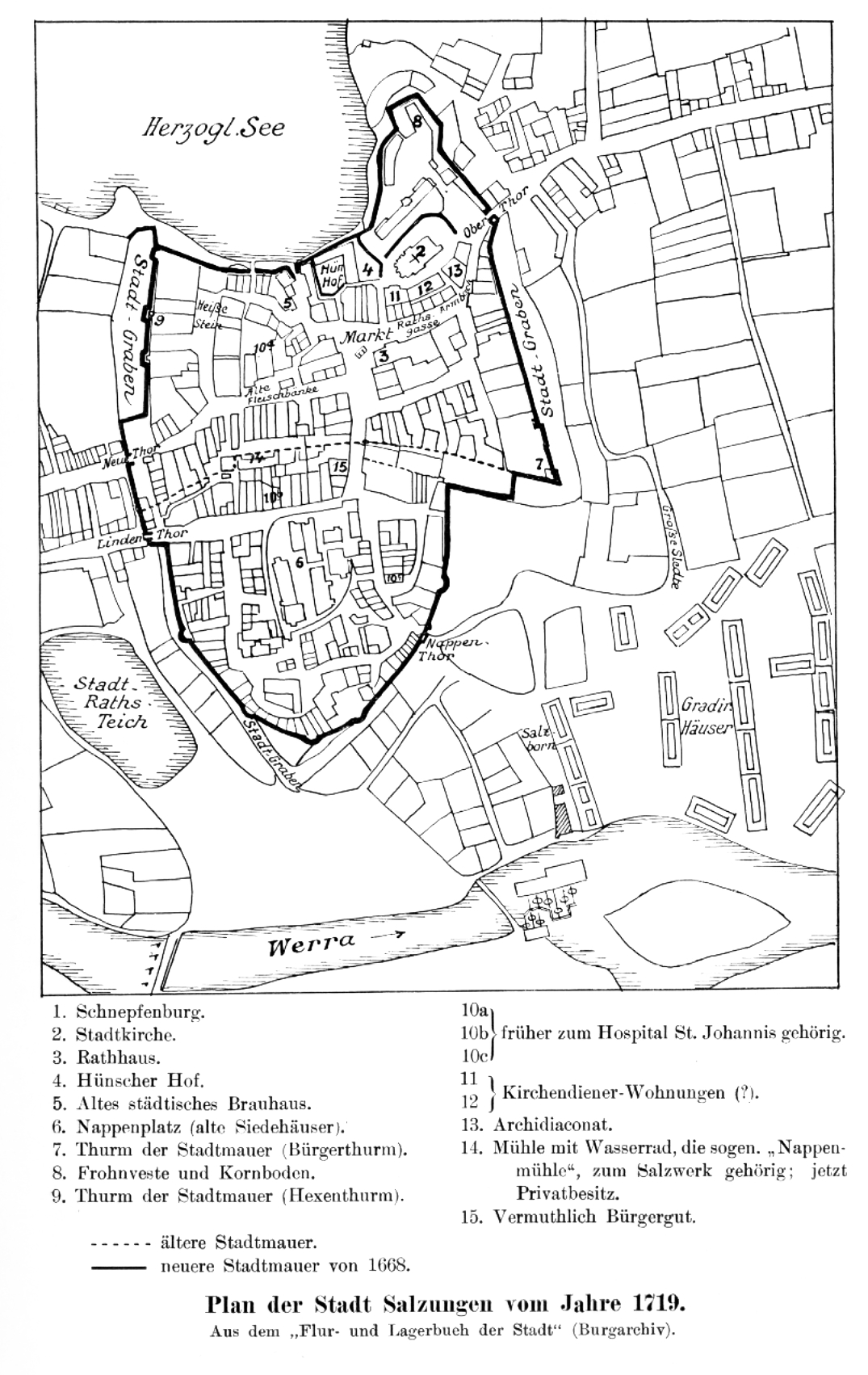
Stadtplan (1719)

Die Geschichte der Stadt Bad Salzungen umfasst die Entwicklungen auf dem heutigen Gebiet der Stadt Bad Salzungen im Westen Thüringens von der ersten Besiedlung bis zur Gegenwart.

## Besiedlung und Vorgeschichte

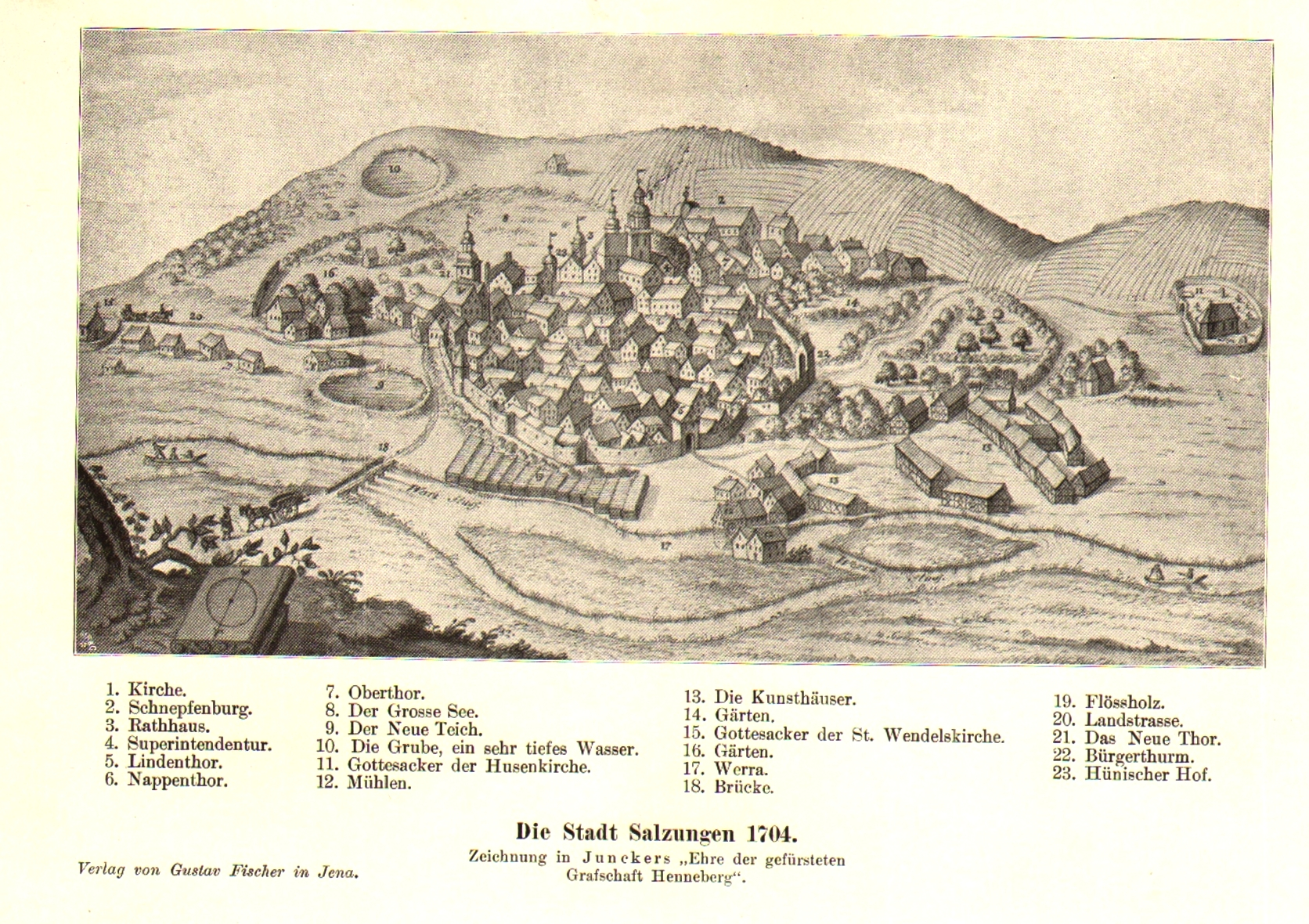
Stadtansicht (1704)

Lange vor der ersten urkundlichen Erwähnung Bad Salzungens siedelten im Werratal und der angrenzenden Rhön Menschen, welche der keltischen Kultur zugeordnet werden können (Leimbacher Gräberfeld). Salzungen oder das noch im Dialekt gebräuchliche Salzinge lässt eine Siedlungskontinuität mindestens seit der Völkerwanderung vermuten (siehe Suffix: -ing). Um Christi Geburt siedelte der rhein-weser-germanische Stamm der Chatten im Raum zwischen Werra und Fulda, sowie weiter in westlicher Richtung. Ab dem 3. Jahrhundert kam es, durch archäologische Funde bis in den Raum nördlich von Eisenach nachweisbar, zu einer Expansion des elbgermanischen Stammes der Hermunduren. Inwieweit man von einer gemeinsamen Siedlung und Vermischung von Chatten, den späteren Hessen, und Hermunduren, den späteren Thüringern, ausgehen kann, ist zumindest für diese Zeit noch fraglich. Es ist stark anzunehmen, dass Salzungen seinen Ortsnamen spätestens in jener Zeit erhielt. Während der fränkischen Osterweiterungen, zwischen dem 5. und 8. Jahrhundert, wurde auch das im Thüringischen Westergau gelegene Salzungen in ein Netz fränkischer Befestigungsanlagen einbezogen. Ausgelöst durch den Aufstand eines Thüringer Grafen setzte eine Verbannungswelle in den heutigen südthüringischen Siedlungen ein. Doch im Gegensatz zum Rest der eroberten Gebiete konnte der Salzunger Raum nur teilweise in eine fränkische Neubesiedlung einbezogen werden, da hier schon sehr starke vorfränkische Siedlungsverbände existierten. Dies erkennt man u. a. am Mischdialekt, der im Raum Bad Salzungen gesprochen wird. Es ist eine Mischung aus Rheinfränkisch (Osthessisch), Mainfränkisch (Hennebergisch) und Thüringisch (Westthüringisch). Mit der fränkischen Ostkolonialisierung setzten auch die schriftlichen Überlieferungen ein.

## Ersterwähnung und Siedlungskerne

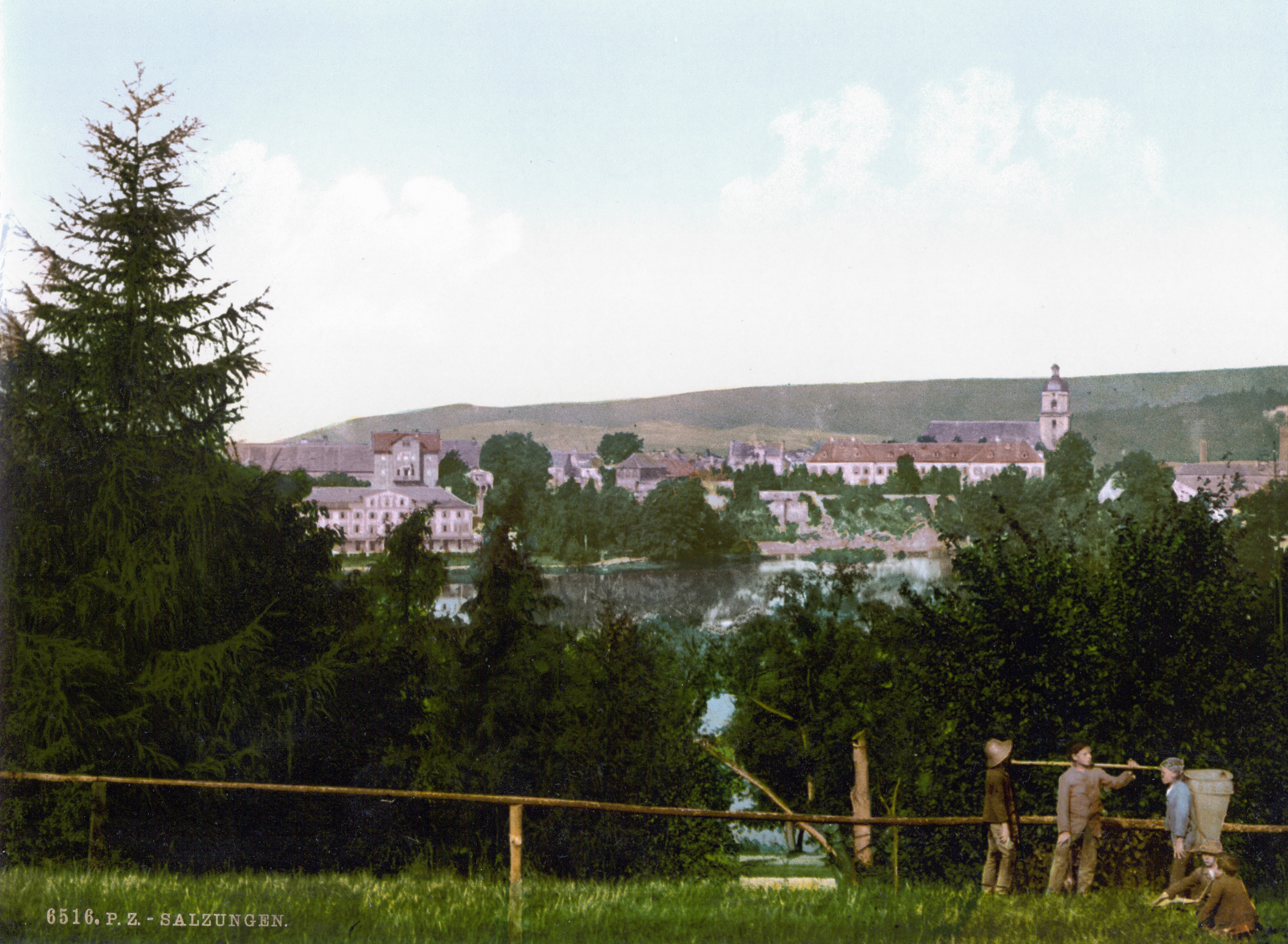
Salzungen um 1900

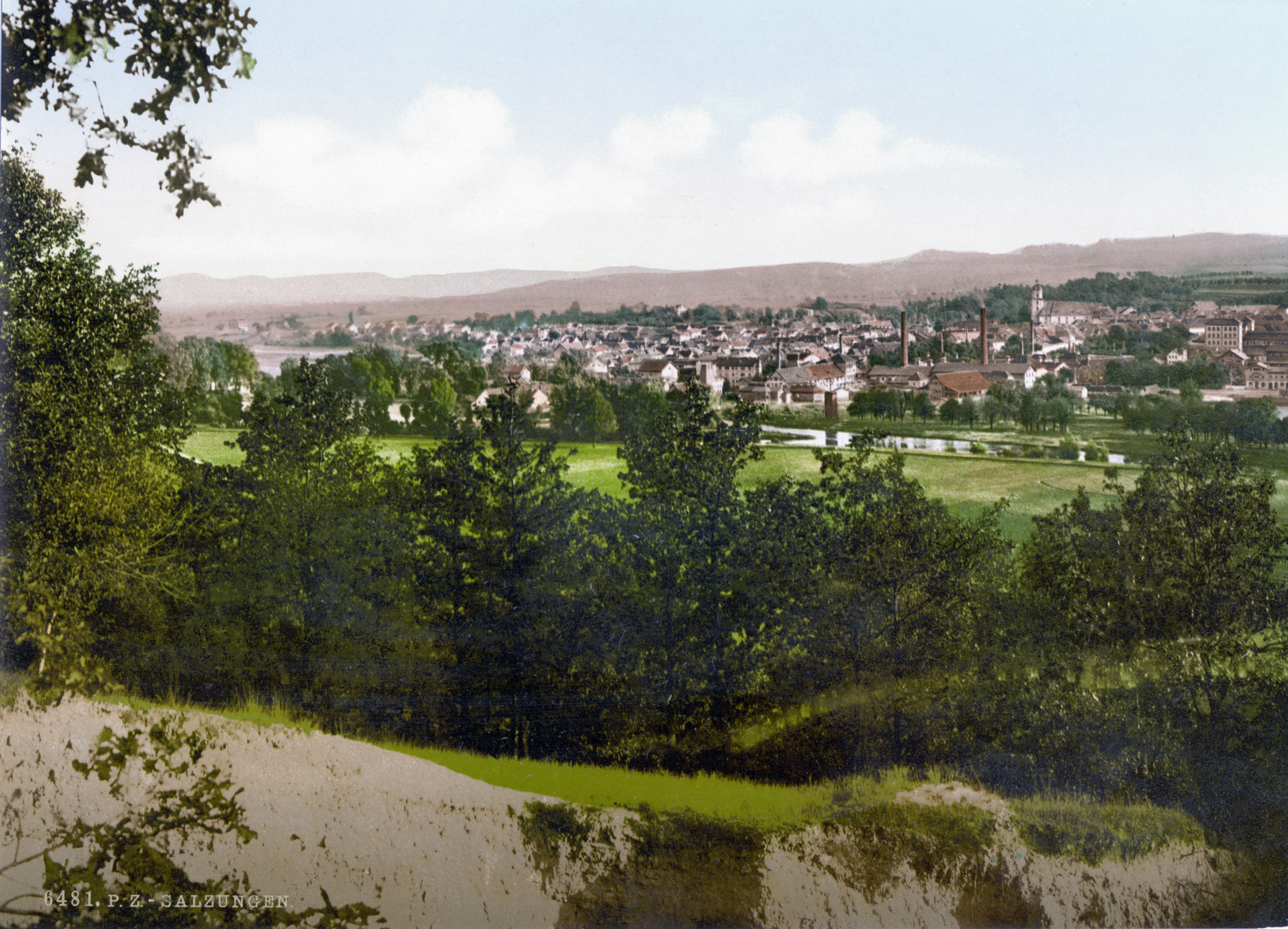
Salzungen um 1900

Am 5. Januar 775 stellte Karl der Große in der Königspfalz Quierzy eine Schenkungsurkunde des Zehnten von seiner Villa Salsunga an das Kloster Hersfeld aus. Dies ist die erste urkundliche Erwähnung des Ortes Salzungen. 841 kam der Ort an das Kloster Fulda. Im frühen 12. Jahrhundert erweiterten die aufstrebenden Grafen von Henneberg ihren Herrschaftsbereich nach Norden bis an die mittlere Werra. Der Raum Salzungen war Grenzregion zu Thüringen und Hessen.
Im heutigen Stadtgebiet von Salzungen entwickelten sich um das Jahr 1000 mehrere Siedlungszentren: eine Dorfsiedlung lag an den Salzquellen und soll 923 beim Ungarneinfall verwüstet worden sein. Die neu erstandene Siedlung wurde fortan durch eine Burganlage (Schnepfenburg) gesichert, um 1100 entstand daraus eine Marktsiedlung mit Münzrecht und der ab 1112 erwähnten Kirche St. Simplicius. Nur etwa 1000 Meter östlich bestand in der Werraaue das Alte Dorf – heute Stadtteil Dorf Allendorf – mit einer Jakobus-Kapelle, im Ort saß ein Adelsgeschlecht von Aldendorf. Südlich benachbart liegt die Siedlung Wildprechtroda, ebenfalls mit einer Adelssippe und einer kleinen Burganlage, 1232 erstmals schriftlich überliefert.
Im Westen von Salzungen lag Hausen oder Husen mit der schon 1258 erwähnten Husenkirche und südwestlich die ausgedehnte Rodungssiedlung Langenfeld und weitere Kleinsiedlungen.

## Burg Frankenstein
Der Bau der Burganlage Frankenstein, eine durch Gräben und Wälle in Spornlage über der Werrafurt bei Allendorf gelegene Befestigung, ist vermutlich im ersten Drittel des 12. Jahrhunderts erfolgt. Sie war die Stammburg der Herren von Frankenstein, welche von einer Seitenlinie der Grafen von Henneberg abstammten. Zur Erweiterung ihres Herrschaftsgebietes veranlassten diese den Siedlungsausbau nördlich der Werra, es entstehen zahlreiche Höfe und Kleinsiedlungen im Moorgrund und um Marksuhl. Bedeutend ist ihr Einfluss bis in das heutige Stadtgebiet von Eisenach. Zwei bedeutende Klöster entstanden im 13. Jahrhundert: Die Herren von Salzungen veranlassen die Gründung des Klosters Frauensee, die Frankensteiner die des Klosters Allendorf (Ersterwähnung 1272) zu Füßen ihrer Stammburg im heutigen Stadtteil Kloster. Infolge reichspolitischer Entwicklungen wurde das Salzunger Gebiet mehrfach durch militärische Auseinandersetzungen verwüstet; schon 1212 eroberte Kaiser Otto IV. die Stadt und alle Burgen, 1295 gelang dies auch König Adolf von Nassau auf seinem Heerzug nach Thüringen. Entscheidend geschwächt und hoch verschuldet mussten danach die Herren von Frankenstein im Jahr 1330 ihre Besitzungen veräußern (Frankensteiner Verkaufsbrief).

## Stadtentwicklung im Hochmittelalter
Diese Machtverschiebung wurde vor allem durch die Wettiner genutzt, die ihr Einflussgebiet in Richtung Rhön auszudehnen suchten. Die seit 1306 als civitas bezeugte Stadt wurde in den folgenden Jahrhunderten realpolitisch als Doppelstadt mit einem hennebergischen und einem sächsischen Verwaltungssitz regiert; die Einkünfte aus dem Salzhandel, aus Zöllen und Gewerbefleiss wurden geteilt. Die Burg und Stadt sicherten vier Burgmannen-Geschlechter als milites burgensis; dies waren die Herren von Leimbach, von Haun, von Craluck und von Reckrodt; Letztere erwarben später umfangreichen Güterbesitz in der Gegend.
Der Ausbau der Stadt ging rasch voran. Schon 1330 wurden 125 Häuser gezählt. Die Stadtbefestigung mit Türmen, Mauern und Wassergraben besaß vier Tore (Nappentor, Obertor, Lindentor und Neues Tor). Als Straßen und Gassen werden Silge, Steinweg, Johannesstraße, Ratsgasse, Unterratsgasse, Bäckergasse, Borngasse, Bauersgasse, Kirchhof, Markt und Marktstraße genannt. Mit dem Fund weiterer Salzquellen am Nappenplatz stieg das Steuereinkommen, aber auch die Begehrlichkeiten der Nachbarn.

## Amt Salzungen

Amt Salzungen in der Grafschaft Henneberg

Aus den umliegenden Ortschaften wurde das Amt Salzungen gebildet, hierzu zählten Witzelroda, Möhra, Leimbach, Langenfeld mit Hohleborn, die Sorghöfe, Wildprechtroda, Übelroda, Immelborn und später auch Oberellen und Dietlas. Ausgenommen blieb das Gebiet von Kloster Allendorf, es umfasste 1366 Kloster Allendorf, Dorf Allendorf, Ettmarshausen, Kaltenborn, Hermannsroda, Gräfendorf, Nitzendorf, Neuendorf, Moorhof, Hüttenhof, Röhrigshöfe, die Rohnhöfe (Oberrohn und Mittelrohn) und den Grundhof.
Der Verkauf fuldischer Besitzungen war über die folgenden Jahrhunderte bis zum Ende des Heiligen Römischen Reichs immer wieder Anlass zu Streitigkeiten und wechselnden Machtverhältnissen. Die Sachsen mussten ihre Herrschaft in der Folge mit Mainz, Würzburg, Henneberg-Aschach und ab 1433 mit Henneberg-Römhild teilen.

## Reformation und Bauernkrieg
1524 wurde die Reformation eingeführt, ein Jahr später schlossen sich Bürger der Stadt im Bauernkrieg unter massiven Drohungen dem Werrahaufen, einem 8000 Mann starken Trupp aus dem oberen Werragebiet an. Die mit den revoltierenden Bauern verbreiteten revolutionären Ideen fanden besonders bei den Salzknappen Zuspruch, die Verbesserung ihrer sozialen Lage erhofften auch die anderen in der Stadt lebenden Kleinhandwerker und Ackerbürger. Der Aufstand zielte im Salzunger Amt auf die Beseitigung der Klosterherrschaft, hierbei wurden die Klöster in Allendorf und Frauensee verwüstet und eine Entmachtung der Pfännerschaft (Eigentümer der Salzsiedehütten) eingeleitet. Der Heerhaufen der Bauern zog dann über Vacha, Heringen, Eisenach, Creuzburg und Mühlhausen zur Entscheidungsschlacht bei Bad Frankenhausen. Das 1237 gegründete Zisterzienserinnenkloster Allendorf wurde 1525 zerstört und 1528 säkularisiert.
Nach der Niederlage der aufständischen Bauern hatten sich in Salzungen die alten Machtstrukturen wiederhergestellt, allerdings wurde der umfangreiche Klosterbesitz nun vom Landesherren konfisziert. Auch die Stadt profitierte vom Ende der Klosterherrschaft, Abgaben entfielen, ertragreiche Ländereien konnten zu günstigen Preisen aufgekauft werden. Der Verbesserung der Verkehrswege diente der Bau von zwei hölzernen Werrabrücken bei Dorf Allendorf (1527) und zum Grundhof (1535). Im gleichen Jahr wurde auch ein Brauhaus und die städtische Waage errichtet. Die sich abzeichnende Holznot im Salzunger Umland begegnete der Stadtrat 1534 mit dem Kauf einer 246 Hektar großen Waldung um den Wackenhof bei Eckardtshausen. Das im 16. Jahrhundert einsetzende Berggeschrei erfasste auch die Salzunger Patrizier. Sie traten 1557 an der Seite Nürnberger Investoren in riskante Bergwerksgründungen um Saalfeld und Steinheid ein.
Nach dem Tod der Gräfin von Henneberg-Schwarza (Nebenlinie von Henneberg-Römhild), welche dem Hause Stollberg entstammte, nahm Sachsen die hennebergische Hälfte von Salzungen 1577 in Sequest. Auch Seuchen bedrohten immer wieder die Bevölkerung, zur Gesundheitsversorgung schuf man ein Badehaus und das Hospital.

## Neuzeit
Salzungen (mit Ortsteil Kloster Allendorf) war 1615 von Hexenverfolgung betroffen. Fünf Menschen gerieten in Hexenprozesse, zwei Frauen wurden verbrannt. Während des Dreißigjährigen Krieges wurde Salzungen am 10. Juni 1640 von den Schweden eingenommen und tagelang geplündert, ein Brand vernichtet große Teile der Altstadt. Im selben Jahr kam die Stadt an Sachsen-Gotha. Mit dem Wiederaufbau der Stadt entsteht ab 1643 die neu errichtete Stadtkirche, sie wird nach zehnjähriger Bauzeit 1653 vollendet. Das Ende des Krieges wurde am 8. September 1650 ein mehrtägiges Friedensfest gefeiert. Dank der sprudelnden Salzquellen gelang Salzungen der schnelle Wiederaufbau der Stadt. Dies bemerkten auch die neuen Landesherren: von 1680 bis 1918/1920 war Salzungen ein Teil des Herzogtums Sachsen-Meiningen.
Bis zur Auflösung des Heiligen Römischen Reichs 1806 blieb Salzungen die nördlichste Peripherie des 1500 gegründeten Fränkischen Reichskreises. Durch eine Änderung der bisherigen Steuersätze und Erhebung neuer Abgaben und Lasten wurden die Salzunger Pfänner finanziell stark belastet, 1718 wurde von der herzoglichen Verwaltung zudem die Einführung eines Liegenschaftskatasters durchgesetzt, damit verbunden war eine Kartierung und Ausmessung der Stadt und der Flur Salzungens.
Neben der Salzproduktion und dem Salzhandel beschäftigten sich die Einwohner mit Flachsanbau und Leinen-Weberei. Die Viehzucht bevorzugte die genügsamen Schafe und Ziegen. Die zahlreichen Fischweiden in der Werra, in Seen und Teichen waren zumeist im Besitz der Adelsgeschlechter. Im 19. Jahrhundert wurde eine Zuckerfabrik gegründet und der Obstanbau bedeutend, neben Rüben wurde auch Kartoffelanbau und Futterpflanzen bevorzugt.
Der älteste erhaltene Profanbau ist der Haunsche Hof aus dem 17. Jahrhundert. Salzungens Stadtentwicklung wurde mehrfach durch verheerende Großbrände gehemmt, so 1786 als auch das Rathaus mit dem Stadtarchiv ein Raub der Flammen wurde. Das heutige Rathaus wurde 1790 als ein nüchterner, dreigeschossiger Bau mit einem Türmchen auf dem Dach erbaut. Letzte Häuser aus der Blütezeit der Fachwerkbaukunst im 17. Jahrhundert finden sich noch in der Braugasse.
Die Schaffung von Arbeitsplätzen hatte Mitte des 19. Jahrhunderts einen sprunghaften Zuzug aus den Landgemeinden der Rhön zur Folge, die Einwohnerzahl und Bedeutung Salzungens nahm rasch zu. Das führte jedoch zu erneuten Problemen, 1847 bezahlte der Salzunger Stadtrat 97 bedürftigen Bürgern die Ausreise in die USA. Die sozialen Umbrüche und die ungleiche Entwicklung in der Salzunger Bevölkerung waren jedoch auf diese Weise nicht zu lösen. Auch Salzungen erlebte im Frühjahr 1848 eine Revolte. Unter dem Motto: „Auf ihr Bürger! Nieder mit den Großen!“ marschierte der aufgeputschte Mob vor den Wohnquartieren und Kontoren der Pfännerschaft und der Fabrikanten ein. Am 14. März rückte meinigisches Militär in der Stadt ein und setzte die Rädelsführer und weitere denunzierte Bürger in Haft. Das soziale Klima war für Jahre vergiftet, denn die in der Mehrzahl berechtigten Forderungen der Aufständischen brachte ihnen jahrelange Festungshaft (Untermaßfeld) ein. Die Kosten der Militäraktion hatte jedoch die bürgerliche Oberschicht zu tragen, sie galt als Warnung, die soziale Ballance in der Stadt zu bewahren. In der zweiten Hälfte des 19. Jahrhunderts entspannte sich die Lage durch neue wirtschaftliche Impulse. Bereits 1858 erhielt Bad Salzungen Anschluss an das Eisenbahnnetz. Dies geschah durch die Werrabahn von Eisenach im Norden nach Coburg und Lichtenfels im Süden.
Mit der Bahnverbindung wurde die Industrialisierung der Stadt ermöglicht, man gründete die ersten Fabriken (Brauerei, Holz- und Metallverarbeitung) und viele Handwerkszweige siedelten sich in der Stadt an. Dies hatte auch den Bau des Kurhauses (1851) und erster mondäner Villen und Stadthäuser, Kaufhäuser, Cafés, Mode- und Kolonialwarenläden im Stadtzentrum zur Folge, der traditionelle Marktbetrieb wurde auf den Handel mit Lebensmitteln und Haushaltswaren reduziert. 1868 ging das Amt Salzungen im Landkreis Meiningen auf.
Seit Mitte des 19. Jahrhunderts entwickelte sich auch in Salzungen eine rege Vereinstätigkeit. Im Dezember 1860 wurde der Salzunger Kirchenchor gegründet, es folgten der Schützenverein, Lesezirkel und ein Kurverein, Sportvereine, Tanz- und Gesellschaftshäuser bereicherten das städtische Alltagsleben. Auf Initiative eines mitgliederstarken Wandervereins wurde der Pleßberg mit einem Aussichtsturm ausgestattet, ein Grundstück auf dem Frankenstein wurde beschafft und mit der Kunstruine versehen, die auch als Ausflugsgaststätte betrieben wurde.

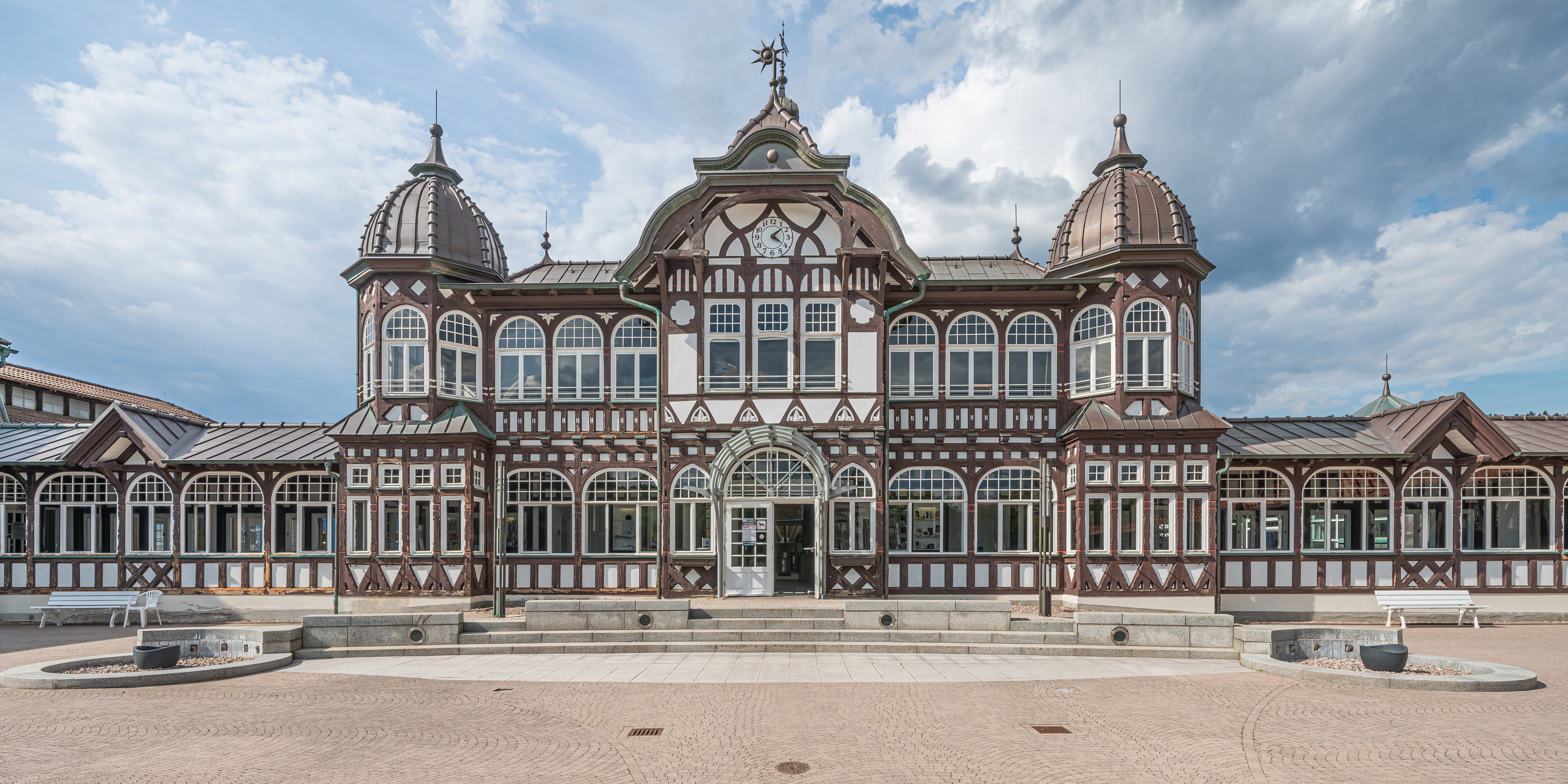
Mittelbau des Gradierwerkes in Bad Salzungen

Das Jahr 1866 ging als Schreckensjahr in die Stadtchronik ein. Salzungen wurde in die Ereignisse des Krieges zwischen Preußen und den süddeutschen Bundestruppen verwickelt, mit der Schlacht am Nebelberg bei Roßdorf am 4. Juli 1866 trafen nahe der Stadt zwei technisch hoch gerüstete Heere aufeinander. Die unbeteiligten Salzunger Bürger wurden nach dem „Treffen“ zur Pflege und Versorgung der zahlreichen Verwundeten genötigt.

## Die Salzunger Saline
1872 ging die Salzunger Saline in Konkurs, sie unterlag ausländischer Konkurrenz, besonders aber den eigenen, unzeitgemäßen Produktionstechniken. Die Geschichte der Salzgewinnung reicht weit zurück:
Die schon in frühgeschichtlicher Zeit belegbare Technik bestand in der Verdunstung von salzhaltigen Quellwässern in speziell gefertigten Tongefäßen im offenen Feuer. In der Antike entwickele man die Pfannensiedetechnik, diese Art der Salzgewinnung war auch im Salzungen des 14. Jahrhunderts im Einsatz und so einträglich, dass es seit 1321 eine privilegierte wohlhabende Pfännerschaft gab. Diese wurde von so genannten Salzgrafen geleitet, die jährlich gewählt wurden. Seit dem Jahr 1590 wurde zur Salzgewinnung das gegenüber den früheren Verfahren das deutlich produktivere Gradierverfahren eingesetzt. Im 17. Jahrhundert gab es 23 Graderhäuser, 1801 zählte man 5 Solebrunnen mit 21 Gradierhäusern und 13 Nappen. Der Holzverbrauch für die Salzproduktion war enorm und veranlasste die Salzunger zum Kauf ganzer Forstbezirke im Hinterland, die fortan als „Salzunger Berg“ bezeichnet wurden.
Bereits im 16. Jahrhundert nutzte man die Salzquellen auch als Heilmittel und nannte diese Stätten Sauerbrunnen. Im 19. Jahrhundert wurde die heilende Wirkung der Sole ausgenutzt. So entstand 1821 das erste Badehaus, woraus sich ein zunehmender Kurbetrieb entwickelte. Der Heilerfolg verhalf dem Städtchen zu einer neuen Einnahmequelle. 1858 registrierte man 258 Kurgäste. Für die Unterhaltung und Unterbringung wurden neue repräsentative Gebäude (Badehaus, Kurhaus) errichtet. Auch kleine Mineralquellen wurden nun der Nutzung zugeführt, ein „Sauerborn“ beim Grundhof wurde als Heilquelle angepriesen. Im Jahr 1911 verzeichnete die Stadt bereits 5000 Kurgäste. Am 31. Mai 1923 wurde dann durch das zuständige Thüringer Ministerium dem Antrag der Stadt stattgegeben, den Namen Bad Salzungen zu tragen.

Bekanntmachung aus dem Salzunger Tageblatt vom 25. Juli 1923

## 20. Jahrhundert
Mit Beginn der Zeit des Nationalsozialismus antworteten engagierte Bürger auf die politische Verfolgung mit der Bildung von Widerstandsgruppen. Eine Gruppe um den Vorsitzenden der KPD-Fraktion im Thüringer Landtag, Richard Eyermann, organisierte sich in der Firma Jung & Dittmar. Eine andere Gruppe in der Maschinenfabrik W. Prox hatte Verbindung zu Zwangsarbeitern und zur Widerstandsgruppe Neubauer-Poser in Jena. Während des Zweiten Weltkrieges mussten 90 Kriegsgefangene sowie Frauen und Männer (vorwiegend aus der Sowjetunion) Zwangsarbeit verrichten: bei der Reichsbahn, bei der Firma Jung & Dittmar sowie in der Thüringer Blechwarenfabrik Allendorf. Als im Januar 1945 unterirdische Rüstungsanlagen zur Flugmotorenproduktion errichtet wurden, kamen zwei KZ-Außenkommandos unter den Decknamen Renntier und Kalb zum Einsatz mit 485 bzw. 500 Häftlingen aus dem KZ Buchenwald. Für die mehr als 250 Opfer der Zwangsarbeit wurde 1956 im Rathenau-Park ein Ehrenfriedhof errichtet. Die Skulptur „Der Mahner“ erinnert an diese Opfer.
Am 4. April 1945 wurde die Stadt von amerikanischen Truppen kampflos besetzt, genau drei Monate später rückte die Rote Armee ein.
1950 wurde Bad Salzungen durch eine Gebietsreform in der DDR Kreisstadt des neu gegründeten Kreises Bad Salzungen und nach der Wende 1998 des Wartburgkreises.
Für die wirtschaftliche Entwicklung der Stadt wurden besonders die Belange des Kur- und Erholungswesens gefördert. Das Volkssolbad Bad Salzungen zählte um 1960 etwa 10000 Einwohner, 1985 wohnten bereits 21500 Einwohner in der Stadt. Als Volkseigene Betriebe wurden die bereits vor dem Krieg entstandenen Industrieunternehmen fortgeführt, zu ihnen zählt das Kaltwalzwerk, die Klosterbrauerei, die Pumpenfabrik und das Pressenwerk. Eine Molkerei spezialisierte sich auf die Herstellung von Emmenthaler Käse. Für den Aufbau der Plattenbaugebiete und die Fernwärmeversorgung der NVA-Kaserne entstand ein Heizkraftwerk mit Bahnanschluss an der Immelborner Straße, ein weiteres Braunkohle-Heizkraftwerk erhielt einen 144 m hohen Schornstein. Ein Teil der Salzunger Einwohner war in den Kaliwerken von Merkers und Leimbach-Kaiserroda beschäftigt.